# 金斯 (伊利諾伊州奧格爾縣)
金斯（英語：Kings）是位於美國伊利諾伊州奧格爾縣的一個非建制地區。該地的面積和人口皆未知。

## 地理
金斯的座標為42°00′16″N 89°06′24″W / 42.00444°N 89.10667°W，而該地的平均海拔高度為270米（即886英尺）。